# 安朝俊
安朝俊（1911年—1993年），男，直隶（今河北）行唐人，中华人民共和国钢铁冶金专家、政治人物，曾任北京市人大常委会副主任，第二、三届全国人大代表，第五届全国政协委员。